# 商容
商容（しょうよう、生没年不詳）は、中国殷王朝の政治家。帝辛（紂王）に仕え、賢相として知られたが、辞任を余儀なくされた。

## 経歴
『史記』殷本紀によると、商容は賢者であり、百姓たちは彼を敬愛したが、紂王は彼を辞職させた。周の武王が紂王を滅ぼすと、商容の住む里門で顕彰したと伝わる。
『史記』楽書や『礼記』楽記によると、殷の滅んだ後、商容のもとに使者をつかわして位に復させたと伝わる。
『史記索隠』が引く『韓詩外伝』によると、商容は羽笛を取り、騎兵をたのんで、紂王を改心させようとしたが叶わず、辞職して、太行山に隠遁した。武王が三公として召しだそうとしたが、固辞して受けなかったと伝わる。
同じく『史記索隠』に引く鄭玄の言によると、商容は、商家（殷）の典楽の官であって、礼容を知っており、礼儀をつかさどる役所を容台と称する由来となったと伝わる。
宮城谷昌光は箕子朝鮮の建国者箕子と商容が同一人物であり、名の胥余が同音の商容と表記された可能性を指摘している。

## 古典小説中の商容
『封神演義』における商容は、殷の三代に仕えた老臣で、宰相であった。商容が紂王とともに、女媧廟へおもむいたとき、商容の制止も聞かず紂王は女媧の神像に詩を書きこんだ。このため女媧は妲己・胡貴媚・王貴人の三妖怪を派遣して殷の崩壊を加速させることとした。商容は紂王が妲己に溺れて国政を乱すのをみて諫めた。また司天台の杜元銑が宮中に妖気を感じて上表したのを取り次いだ。しかし杜元銑・梅伯らが炮烙の刑にかかるのを見て、宰相を退き故郷に隠遁した。妲己が姜皇后を謀殺すると、殷の王子ふたりにも処刑の命令が下されて追っ手がかけられた。王子のひとり殷郊が庇護を求めて商容の邸にたどりつくと、事情を知った商容は宮中に入って妲己と奸臣たちを斬るよう紂王に求めた。紂王は聞き入れず、商容に処刑の命令を下すと、商容は自ら頭を砕いて死んだ。